# ییت‌کناغی (گوله)
ییت‌کناغی (به ترکی استانبولی: Yiğitkonağı) یک منطقهٔ مسکونی در ترکیه است که در گوله (شهر) واقع شده‌است.